# Penstemonia clarkei
Penstemonia clarkei is een vlinder uit de familie wespvlinders (Sesiidae), onderfamilie Sesiinae.
Penstemonia clarkei is voor het eerst wetenschappelijk beschreven door Engelhardt in 1946. De soort komt voor in het Nearctisch gebied.